# Route nationale 404
Die Route nationale 404, kurz N 404 oder RN 404, war eine französische Nationalstraße.

## Geschichte
Die Straße führte von 1933 bis 1973 von einer Straßenkreuzung mit der Nationalstraße 3 in Manheulles nach Gripport. Bei Thuilley-aux-Groseilles wurde die Straße wegen des Militärflugplatzes Nancy-Ochey von ihrer ursprünglich geraden Führung auf eine östlichere Kurve verlegt. Von 1983 bis 2006 wurde die Nummer für die Ostumgehung von Saverne erneut verwendet. Dieses kurze Straßenstück wird heute als Départementsstraße 1404 gekennzeichnet.